# Marcelle Lagesse
Marie Rita Marcelle Lagesse O.S.K (geb. 7. Februar 1916; gest. 8. März 2011) war eine Journalistin und Schriftstellerin aus Mauritius.

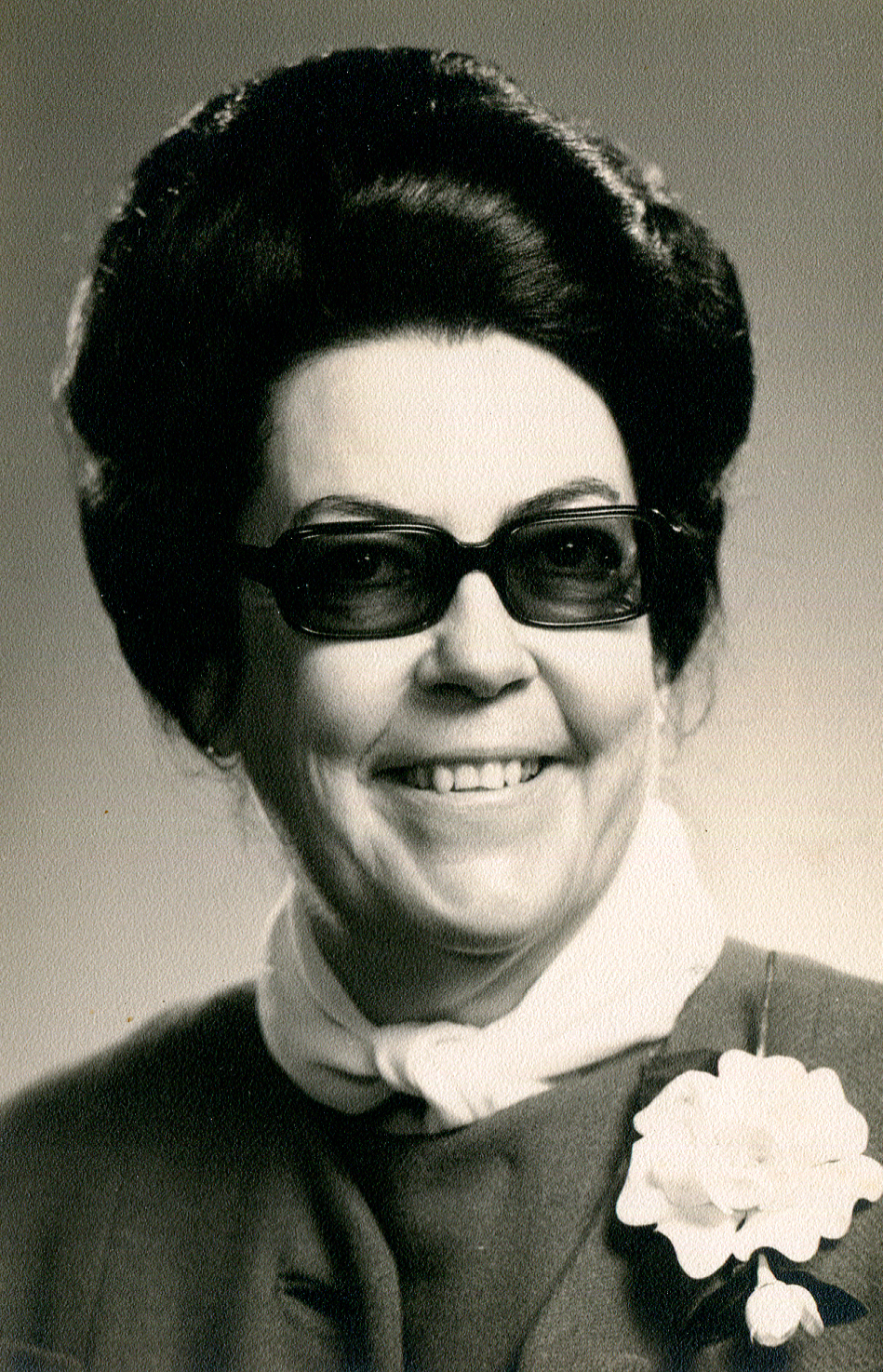
Marcelle Lagesse

## Leben
Marcelle Lagesse wurde in Quatre Bornes, Mauritius, geboren und heiratete in jungen Jahren Gaston Lagesse. Nachdem sie verwitwet war, ging sie auf die Salomon Islands, wo ihr Vater Administrator war. Dort lebte sie von 1938 bis 1942. Dann kehrte sie nach Mauritius zurück. 1945 veröffentlichte sie eine Sammlung von Kurzgeschichten „Les contes du samedi“ (Samstagsgeschichten) unter dem Pseudonym Rita Marc. 1958 veröffentlichte sie ihren ersten Roman La Diligence s’éloigne à l’aube (Der Eifer erlischt beim Morgengrauen); er wurde mit dem Robert Bargues Prize ausgezeichnet.
Von 1942 bis 1950 verfasste sie Beiträge für Savez vous que?, die offizielle Publikation des Mauritius Public Relations Office. Lagesse schrieb auch für die drei mauritischen Tageszeitungen Le Cernéen, Le Mauricien und Advance. Von 1961 bis 1971 schrieb sie eine wöchentliche Kolumne für die Zeitung Action. Lagesse zog sich 1987 aus dem Journalismus zurück.
Ihre Romane wurden ins Russische und Englische übersetzt. Lagesse verfasste mehrere Schauspiele, inklusive eines Hörspiels für das Office de Radiodiffusion Télévision Française: Villebague. Sie forschte auch zur Geschichte von Mauritius und veröffentlichte die Ergebnisse in der Editions des Archives de l’île Maurice.
Sie wurde geehrt mit der Auszeichnung als Officier des Ordre des Palmes Académiques und eines Chevalier des Ordre national du Mérite. 1981 wurde ihr die französische Staatsbürgerschaft verliehen. Sie wurde 2015 in den Rang eines Officier des Order of the Star and Key of the Indian Ocean (OSK) erhoben.

## Tod
Lagesse starb im Alter von 95 Jahren nach einer längeren Krankheit.

## Werke
- Les contes du samedi. (Samstagsgeschichten) Kurzgeschichten 1945.
- La diligence s’éloigne à l’aube. (Der Eifer verliert sich im Morgengrauen) Roman 1958.
- Le vingt Floréal au matin. (Zwanzig Sträuße am Morgen) Roman 1960.
- Villebague. Roman.
- Cette maison pleine de fantômes. (Das Haus voller Phantome) Roman 1962.
- D’un Carnet. (Aus einem Heft) Roman.
- A la découverte de l’Ile Maurice. (Zur Entdeckung der Insel Mauritius) Geschichte 1970.
- Sont amis que vent emporte. (Sind Freunde, die der Wind trägt) Roman 1974, Prix des Mascareignes.
- Des pas sur le sable. (Schritte auf dem Sand) Roman 1975.
- Villebague. Roman.
- Une lanterne au mat d’artimon. (Eine Laterne am Besanmast) Roman
- L’Ile de France avant La Bourdonnais. (Die Ile de France vor der Borudonnais) Geschichte.
- L’Hôtel du Gouvernement. Geschichte.
- Blyth Brothers & Co. Ltd. Geschichte.
- Maurice vue du ciel. (Blick auf Mauritius aus dem Himmel)
- 150 ans de jeunesse, Histoire de la Mauritius Commercial Bank. (150 Jahre der Jugend. Geschichte der Commercial Bank) Geschichte
- Une jeune femme au Mont Limon. (Eine junge Frau auf dem Mont Limon) Roman 1993.
- Les Palmiers de la Source. (Die Palmen der Quelle) Schauspiel.
- Comme un feu de Proue. (Wie ein Feuer am Bug) Schauspiel.
- L’Amour à travers les âges. (Liebe durch die Zeiten) Schauspiel.
- Un homme parmi les autres. (Ein Mensch unter vielen) Schauspiel.
- Chantons la liberté. (Besingen wir die Freiheit) Schauspiel.
- Villebague. Schauspiel.
- Carolyne. Schauspiel.[1]